# Contea di Hoengseong
La contea di Hoengseong (Hoengseong-gun; 횡성군; 橫城郡) è una delle suddivisioni della provincia sudcoreana del Gangwon.